# Европейский маршрут E89
Европейский маршрут Е89 — европейский автомобильный маршрут категории А в Турции, соединяющий города Гереде и Анкара. Длина маршрута — 147 км.
Е89 пересекается с маршрутами
- E80
- E90
- E88